# Sarsameira major
Sarsameira major är en kräftdjursart som först beskrevs av Georg Ossian Sars 1909.  Sarsameira major ingår i släktet Sarsameira och familjen Ameiridae. Arten har ej påträffats i Sverige. Inga underarter finns listade i Catalogue of Life.